# Moux-en-Morvan
Moux-en-Morvan település Franciaországban, Nièvre megyében. Lakosainak száma 534 fő (2022. január 1.). Moux-en-Morvan Alligny-en-Morvan, Ménessaire, Chissey-en-Morvan, Blanot, Gien-sur-Cure, Gouloux, Montsauche-les-Settons és Planchez községekkel határos.

## Népesség
A település népességének változása:
| Lakosok száma | 564  | 553  | 549  | 538  | 531  | 529  | 528  | 528  | 534  |
|               | 2013 | 2015 | 2016 | 2017 | 2018 | 2019 | 2020 | 2021 | 2022 |